# Hyacinthe de Bougainville
Pour les articles homonymes, voir Bougainville.
Pour les autres membres de la famille, voir Famille de Bougainville.
Le baron Hyacinthe Yves Philippe Florentin de Bougainville est un amiral français, né à Brest le 26 décembre 1781 et mort à Paris le 18 octobre 1846 .

## Biographie
Hyacinthe de Bougainville, né à Brest le 26 décembre 1781, est le fils du navigateur Louis-Antoine de Bougainville, qui s’est illustré en effectuant en 1766-1769 le premier tour du monde organisé par la Marine royale, et de Marie-Joséphine Flore de Montendre, qui passe pour une des plus jolies femmes de son temps. Il n'a pas encore dix-huit ans quand, le 4 frimaire an VIII (25 novembre 1799), il est admis à l'École Polytechnique,. Le mathématicien Hachette, adjoint de Monge dans le département consacré à la géométrie descriptive, précise dans sa Correspondance sur l'École impériale Polytechnique que Bougainville fait partie de la promotion 1799 de l'An VIII,.
Pourtant huit mois plus tard, le 1er thermidor an VIII (20 juillet 1800), Bougainville donne sa démission sans achever sa scolarité, mais il peut néanmoins s’honorer du titre d'ancien élève que lui confère Fourcy, bibliothécaire et secrétaire du Conseil d'administration de l'École polytechnique (1818-1842), qui est le premier à proposer, en annexe de son ouvrage, une liste générale des anciens élèves à propos de laquelle il observe : « Il n’est pas douteux qu’une liste générale des anciens élèves de l’Ecole polytechnique ne soit agréable à ceux qui peuvent s’honorer de ce titre » !

### Années 1800
La démission de Bougainville ne manque pas de surprendre et l'on peut supposer qu’elle est provoquée par la perspective, évidemment fort intéressante pour un jeune homme de dix-neuf ans, de participer au voyage de découvertes aux terres australes sous les ordres de Nicolas Baudin, à la préparation duquel, sur le plan scientifique, l’Institut, récemment créé en 1795 pour remplacer les anciennes académies supprimées par la Convention, joue un rôle déterminant en créant à cet effet une commission comprenant la fine fleur des savants de l’époque : Lacépède, Jussieu, Laplace, Cuvier, Bougainville, Fleurieu, Bernardin de Saint-Pierre, et quelques autres moins célèbres. C’est la première fois, dans l’histoire des voyages de découvertes, qu’est mis à contribution un tel nombre de sommités scientifiques, chargées de préparer les instructions qui seraient données au chef de l’expédition.
Voyage de découvertes aux terres australes
Cette démission s'accompagne d'une nomination simultanée en juillet 1800 au grade d'aspirant de Marine de 2e classe, suivie d'un ordre d’embarquement daté du 28 thermidor an VIII (16 août 1800) sur la corvette le Géographe que commande Baudin. L'expédition appareille du Havre le 27 vendémiaire an IX (19 octobre 1800) pour un voyage qui s'achève pour le Naturaliste, après une campagne de trente-deux mois, le 18 prairial an XI (7 juin 1803) au Havre, d'où il est parti deux ans sept mois et dix-huit jours auparavant, pour le Géographe à Lorient, le 4 germinal an XII (25 mars 1804), après une campagne de quarante-deux mois et un périple de  63 000 milles.
Bougainville s’entend très mal avec son chef sorti du rang, d’origine modeste, qui a progressé dans la marine marchande, à défaut d’être accueilli selon ses mérites dans la Marine royale et s'est même fait un temps mercenaire au service de l’empereur d’Autriche. Il n'est pas le seul, car le caractère irascible et maladroit de Baudin lui aliène tout son état-major d’officiers et de “savants” ; le jeune astronome Bernier écrit de lui : « grave et solitaire, il repoussait tout le monde par ses manières brusques et malhonnêtes ». Cela n'empêche pas Baudin de promouvoir le jeune officier aspirant de 1re classe provisoire le 20 octobre 1801 à Timor.
Il participe avec ardeur aux levés hydrographiques conduits par l’expédition et est particulièrement apprécié de son dernier chef Hamelin. Dès le retour au Havre du Naturaliste, où Bougainville est passé le 3 novembre 1802 au port Jackson, après que Baudin a décidé de le renvoyer en France pour le remplacer par le Casuarina, il est effet promu enseigne de vaisseau le 3 brumaire an XII (26 octobre 1803), en même temps que son camarade d'expédition Maurouard qui l'a accompagné au retour.
Entre-temps, Bonaparte projette de mener l'invasion de l'Angleterre et tout le pays se mobilise pour armer la flotte de l'armée d'Angleterre. Bougainville est affecté fin 1803 à la flottille de Boulogne puis à l’état-major de l’amiral Bruix avant de faire partie de la délégation de marins qui se rend au sacre de Napoléon Ier. Il commande ensuite la 8e division de la flottille, puis la canonnière 114 et participe à un combat au large du cap Gris-Nez. Embarqué en 1807 sur la frégate la Revanche, il fait campagne pour chasser les pêcheurs anglais des côtes du Groenland et est promu lieutenant de vaisseau le 19 mars 1808.

### Années 1810
Officier de manœuvre sur le vaisseau Charlemagne à l’escadre de l’Escaut en 1808-1809 Bougainville commande ensuite les corvettes le Hussard et l'Égérie. Le 3 juillet 1811, à vingt-neuf ans, il est promu capitaine de frégate, un avancement tout à fait exceptionnel, et fait baron d’Empire le 12 novembre suivant.En janvier 1812 il prend le commandement de la frégate la Cérès à Brest. Partie de Brest avec la Clorinde en décembre 1813, la Cérès est attaquée au large des côtes du Brésil, face à Rio de Janeiro, par deux vaisseaux anglais et capturée. Fait prisonnier le 6 janvier 1814 et conduit en Angleterre, Bougainville est libéré à la paix de mai 1814, traduit devant un conseil de guerre où il est acquitté,.
Malgré une première carrière prometteuse sous le régime impérial, Bougainville se rallie apparemment sans difficulté à la Restauration au retour des Bourbons. Sa carrière ne subit aucune interruption puisqu’en 1816 il est affecté comme second sur la frégate la Cybèle envoyée en campagne d’abord à Terre-Neuve, puis dans l’océan Indien et en mer de Chine, spécialement sur les côtes de l’Annam et du Tonkin où les négociants français, surtout bordelais, essaient de reprendre des activités commerciales. Débarqué malade à Manille en décembre 1817, il rentre en France sur un navire marchand en mai 1818 pour prendre l’année suivante le commandement de la flûte de charge la Seine envoyée aux Antilles et sur les côtes d’Amérique du Nord.

### Années 1820

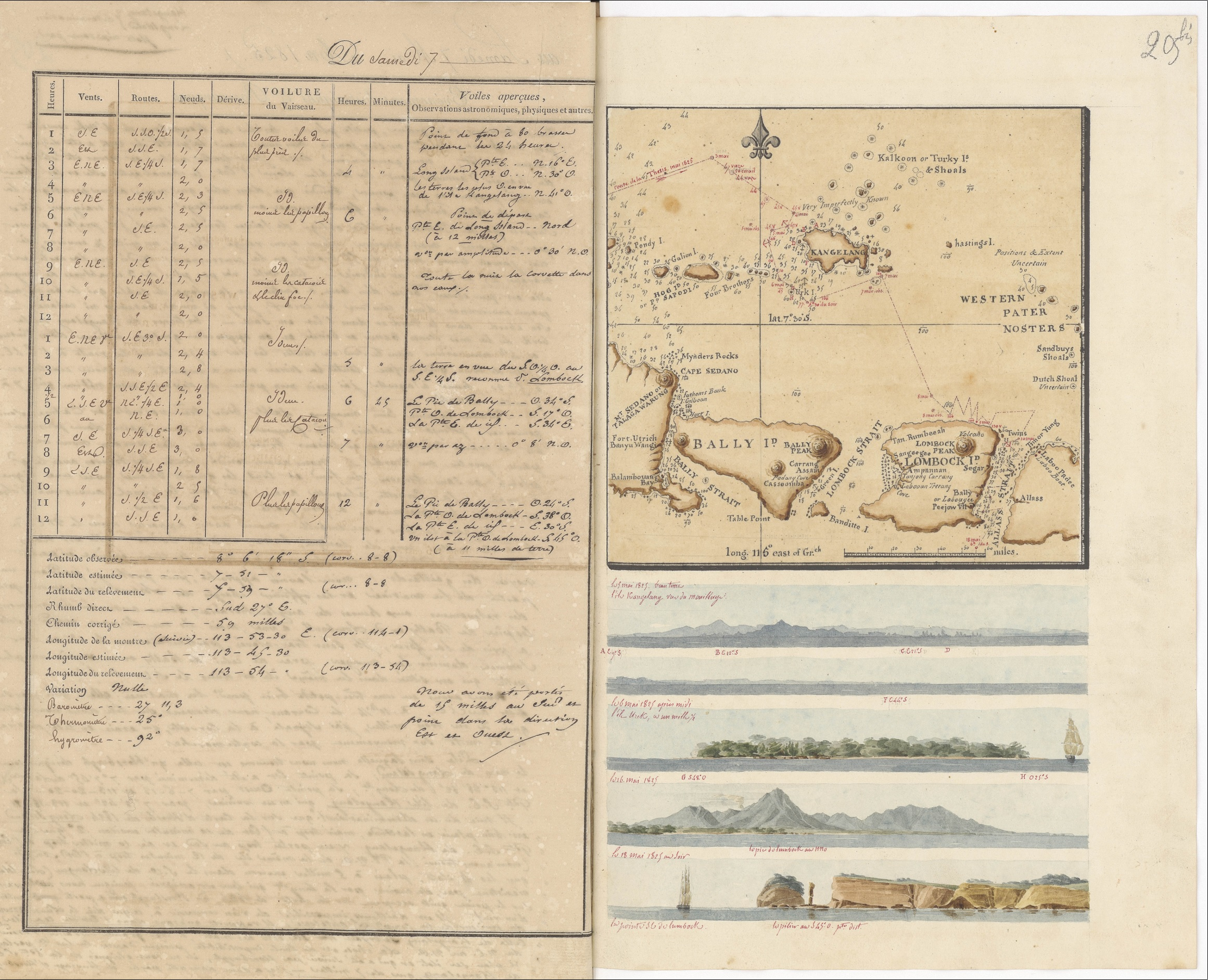
Cartes de l'île de Bally et de l'île de Lombock lors de l'expédition Bougainville, 1825. Archives nationales de France.

Promu capitaine de vaisseau le 22 août 1821, Bougainville prend en juillet 1822 le commandement de la Thétis, une grosse frégate de quarante-quatre canons, avec laquelle il va d’abord effectuer trois campagnes en Méditerranée et aux Antilles avant d’entreprendre un tour du monde de mars 1824 à juin 1826 dont il fait le récit détaillé publié en 1837. Il s'agit d'un voyage non plus à but « purement scientifique » comme l'expédition Baudin de sa jeunesse mais, pour « montrer le pavillon du roi dans les mers où notre commerce cherche à s’ouvrir des débouchés » et de s’efforcer de développer dans ces régions « des sentiments d’estime et d’amitié pour la France », selon les instructions, remises à Bougainville par le ministre Clermont-Tonnerre, qui l'a côtoyé à l'École polytechnique où il devient son ami,. Il doit notamment faire escale à Tourane en qualité d’envoyé du roi de France pour remettre à l’empereur d’Annam une lettre de Louis XVIII et un ensemble de cadeaux préparé par Chateaubriand, ministre des Affaires étrangères.
Le tour du monde
Bougainville appareille de Brest le 2 mars 1824, puis fait une brève escale à Santa Cruz de Ténériffe, qu'il quitte le 14 mars. Après avoir franchi l'équateur le 29 avril,, doublé le cap de Bonne-Espérance le 7 mai, la Thétis arrive le 18 mai à l’île Bourbon où elle retrouve la corvette l’Espérance venant de Rio de Janeiro pour continuer le voyage de conserve. Les deux navires mettent le cap sur Pondichéry, qu'ils quittent le 30 juillet pour gagner le détroit de Malacca, après avoir traversé l’archipel des Nicobar, et le 11 août, ils arrivent au poste anglais de Pulau Pinang,, à la population très cosmopolite de sorte que « l’Éternel y est-il adoré de vingt manières différentes et voit-on s’élever dans l’enceinte de la ville des temples protestants, hindous, chinois, une église catholique, des chapelles de missions et des mosquées ».
Bougainville s’engage ensuite dans le détroit de Singapour et le 1er septembre 1824, il mouille à Singapour, dont il donne la première description française. Après un départ le lendemain, les deux navires font escale à Manille qu'ils atteignent le 17 au mouillage de Cavite,,. Les réparations de l’ Espérance – refonte entière de la poulaine, beaupré hors de service – prennent beaucoup de temps d'autant plus que le 31 octobre éclate un « ty-foong » qui n'arrange pas les choses, si bien que la Thétis appareille seule le 12 décembre pour Macao où elle mouille le 26 décembre. Bougainville ne pousse pas jusqu’à Canton mais les renseignements qu’il obtient le persuadent que tout le commerce des deux villes, véritables poumons commerciaux de la Chine est entre les mains des Anglais et des Américains, l’opium et l’argent y tenant une place considérable
Le 12 janvier 1825, la Thétis atteint Tourane, ; conformément aux instructions reçues au départ, Bougainville tente de renouer les contacts avec l’empereur d’Annam Minh Mạng, mais les négociations s'avèrent difficiles en raison de l’absence du consul de France Chaigneau avec lequel il doit « se concerter particulièrement » et « n'agir que d'après les directions de cet agent politique ». Il ne peut obtenir l’audience impériale espérée et plusieurs entretiens avec des marchands n’aboutissent qu’à des échanges de cadeaux et à des déclarations de bonnes intentions. Rejointe par l’ Espérance réparée, la Thétis quitte Tourane le 17 février pour prendre la route du sud et, le 3 mars, elle arrive en vue des îles Anambas, au large de la Malaisie, enfin le 25 mars sur la côte nord de Java, devant le port de Surabaya,,. H.de Bougainville est le premier à cartographier les îles de l’archipel des Anambas.
Bougainville est somptueusement reçu par le sultan de l’île de Madura dans l'archipel des grandes îles de la Sonde.
Après cette agréable escale, la Thétis et l’Espérance reprennent la mer vers le détroit de Lombok pour gagner les côtes occidentales de l’Australie que Bougainville visitait vingt-trois ans auparavant avec l’expédition Baudin. Les deux navires contournent le continent par l’ouest et le sud, passent au large de la Tasmanie. Le mauvais temps ne leur permet pas de relâcher à Hobart, et en ce 18 juin 1825, dixième anniversaire de Waterloo, Bougainville éprouve : « un vif mouvement de dépit en pensant que ce point si favorable au commerce et à la navigation des mers australes était devenu le partage d’une autre nation éclairée par nos travaux mêmes sur l’importance dont il pouvait être ». Le 28 juin, la vigie signale le phare du Port Jackson, :  c’est l’arrivée à Sydney, où le séjour dure près de trois mois.
Bougainville est ébloui par les progrès réalisés depuis 1802 par cette colonie « parvenue à ce point de croissance, qu'elle peut sans danger s'essayer à marcher seule et se passer du secours de la mère patrie ». Très bien accueilli par le gouverneur général Sir Thomas Brisbane, il analyse avec lucidité la politique anglaise dans cette région du monde et les causes de son succès : « Ce génie, c'est celui de la Grande-Bretagne, celui de la nation de notre époque, qui possède au plus haut degré la science de la colonisation. ... Le grand secret de tous ces prodiges, c’est l’esprit de suite et de prévoyance, parfaitement secondé à la vérité par le caractère aventureux de nos voisins d’outre-mer [outre-Manche], leurs habitudes cosmopolites et les facilités qu’ils trouvent à s’y livrer dans l’extension prodigieuse de leur commerce ». Au moment de quitter le pays il note en conclusion : « La Nouvelle-Galles du Sud est le chef-d’œuvre de l’esprit de colonisation et c’est plutôt à imiter qu’à détruire un si bel édifice que doivent tendre les efforts et le vœu de tout peuple civilisé ».
Les deux navires appareillent de Sydney le 21 septembre 1825 pour traverser le Pacifique sud d’une seule traite et arriver le 23 novembre à Valparaiso, dont Bougainville fait une description peu séduisante. Le 8 janvier 1826, la Thétis et l'Espérance prennent la route du Cap Horn qu’elles franchissent le 2 février, sans le voir en raison du gros temps, pour gagner les îles Malouines, toujours inhabitées, où ne subsistent que quelques ruines de l’établissement crée en 1764 par son père. Le 21 mars, c’est l’arrivée à Rio de Janeiro,, pour un séjour de trois semaines. Bougainville analyse la situation politique nouvelle qu'a créée la proclamation d’indépendance du Brésil le 7 septembre 1822, suivie du couronnement le 12 octobre de l'empereur Pierre Ier ; il déplore « l'uniformité de la vie que l'on mène en cette ville, la plus triste et la plus maussade du monde pour les étrangers », mais fait observer que « cette contrée si fertile et si heureusement située n’attend que des bras et des institutions vraiment libérales pour prendre rang parmi les empires les plus florissants ».
« La Thétis et l'Espérance firent leurs préparatifs de départ dans les premiers jours d'avril pour retourner en France. Le 8 nous fumes mouiller sous l'île de Bon-voyage (pt) en attendant la brise, et le 10 au matin nous sortîrmes de la baie pour commencer à faire route. Nous coupâmes l'équateur le 3 mai, par 27 30' à l'ouest du méridien de Paris ; et après soixante-quatorze jours de traversée durant lesquels nous éprouvâmes des calmes prolongés, nous mouillâmes en rade de Brest le 23 juin. sans avoir touché jusque-là ni vu terre nulle part ».
Malgré la qualité des travaux effectués pendant ce tour du monde, Bougainville est assez peu récompensé. En novembre 1828, il est nommé gentilhomme de la Chambre du roi Charles X, puis reçoit le commandement du Scipion au Levant en 1828.

### Années 1830
La révolution de Juillet 1830 semble avoir donné un coup de frein à sa carrière puisque Bougainville reste un certain temps sans affectation, sans doute occupé à la rédaction de son récit, publié seulement en 1837. Commandant supérieur de la marine à Alger, il est élevé au grade de contre-amiral le 1er mai 1838. En octobre 1841 il entre au Conseil d'amirauté, ancêtre du Conseil supérieur de la Marine et devient président du Conseil des travaux, organisme appelé à jouer un rôle important au moment où la marine entre dans une ère de révolutions technologiques avec l’arrivée de la propulsion à vapeur et de bien d’autres innovations. Il meurt célibataire peu avant d’atteindre la limite d’âge, le 10 octobre 1846  à Paris, no 3 rue de la Cerisaie,,.
Comme beaucoup d’officiers de sa génération, il avait été envoyé autour du monde pour « faire du renseignement ». Malheureusement, à Paris, on ne se soucia guère de tirer parti de la somme des données politiques, diplomatiques, commerciales, militaires qu’il avait si consciencieusement collectées.

## Distinctions

### Titre
- Baron de Bougainville et de l'Empire (décret du 10 septembre 1811, lettres patentes signées à Saint-Cloud le 12 novembre 1811).

### Décorations
- Légion d'honneur[87]
  -  Légionnaire (18 août 1814),
  -  Officier (22 mai 1825),
  -  Commandeur (26 avril 1831) ;
- Ordre royal et militaire de Saint-Louis :
  -  Chevalier (17 août 1816).

### Armoiries
| Armoiries | Blasonnement |
| --------- | --- |
|           | Armes du baron de Bougainville et de l'Empire Coupé, au premier parti de sable et de gueules ; le sable au signe du Sénat, le gueules au signe des barons tirés de l'armée ; au deuxième d'azur à deux épées hautes en sautoir d'or, chargées d'une ancre en pal du même et surchargées d'un globe terrestre d'argent, en abîme., - Livrées : les couleurs de l'écu. |

## Cartographie
Sur les cartes de l'Australie, Bougainville a laissé son nom :
- au cap Bougainville[90],[91],[a 15], sur la côte orientale de la Tasmanie ;
- à la baie Bougainville (en)[92],[a 16] au nord-est de l’île Decrès[93],[a 17] située au sud de l'Australie-Méridionale ;
- une portion du littoral de l'Australie occidentale, esquissé sur les cartes de L. de Freycinet[94],[95],[a 18] comme étant une île, baptisée Bougainville, à l'est des îles de l'Institut (it), au nord de l'île Borda (sv)[96], une côte extrêmement découpée et ciselée se terminant dans sa partie la plus septentrionale par le cap Bougainville[a 19] ainsi que le récif Bougainville[a 20] encore plus au nord.